# Elmer Niklander
Elmer Konstantin Niklander, född 19 januari 1890 i Hausjärvi, död 12 november 1942, var en finsk friidrottare som ibland tävlade i kulstötning och diskus. 
Vid OS 1912 i Stockholm tog Niklander brons i kulstötning med båda händer (sammanlagt), och silver i diskus med båda händer. 
Åtta år senare vid OS 1920 i Antwerpen vann Niklander guld i den "normala" diskustävlingen samt silver i kulstötning. 